# Municipio de Mitchell (Minnesota)
El municipio de Mitchell (en inglés: Mitchell Township) es un municipio ubicado en el condado de Wilkin en el estado estadounidense de Minnesota. En el año 2010 tenía una población de 85 habitantes y una densidad poblacional de 0,9 personas por km².

## Geografía
El municipio de Mitchell se encuentra ubicado en las coordenadas 46°30′1″N 96°35′35″O / 46.50028, -96.59306. Según la Oficina del Censo de los Estados Unidos, el municipio tiene una superficie total de 94.19 km², de la cual 94,19 km² corresponden a tierra firme y (0 %) 0 km² es agua.

## Demografía
Según el censo de 2010, había 85 personas residiendo en el municipio de Mitchell. La densidad de población era de 0,9 hab./km². De los 85 habitantes, el municipio de Mitchell estaba compuesto por el 100 % blancos. Del total de la población el 0 % eran hispanos o latinos de cualquier raza.